# Periaeschna lebasi
Periaeschna lebasi là loài chuồn chuồn trong họ Aeshnidae. Loài này được Navás mô tả khoa học đầu tiên năm 1930.